# Іттін-лінібі
Іттін-лінібі (Іттіїллі) (д/н — 1667 до н. е.) — 2-й цар Країни Моря близько 1723—1667 років до н. е. Ім'я перекладається як «Моє ім'я з Богом» (інший варіант перекладу «Ти мій Бог»).

## Життєпис
Походив з I династії Країни Моря (II Вавилонської династії). Син царя Іліману. Панував 56 або 57 років. Продовжив політику батька, яка полягала у збереженні союзу з Еламом та розширення володінь на північ за рахунок Вавилонського царства. Ймовірно, воював з правителями останнього Самсу-ілуном і Абі-ешу. Ймовірно, зміг захопити місто Ур.
Йому спадкував Дамік-ілішу II.